# Escatología
La escatología es el conjunto de creencias religiosas sobre las «realidades últimas», es decir, sobre el más allá o las postrimerías de la muerte, y el estudio de los hechos y la verdad aceptada.
Proviene del griego antiguo ἔσχᾰτος (ésjatos): ‘último’, y λόγος (logos): ‘estudio’. 
Se divide en:
- Escatología general o anteposhistórica (que quiere decir, antes del fin de la historia). Se ocupa del destino final de la humanidad y del destino final del universo.
- Escatología particular o posmortuoria. Se ocupa del estado del ser humano después de su muerte.

## Etimología
En español, el término escatología puede estar referido a dos cosas completamente distintas:
- la primera, el ‘conjunto de creencias referentes al fin de los tiempos’ (del griego antiguo ἔσχᾰτος [ésjatos]: ‘último’; y
- la segunda, el estudio de los excrementos (del griego antiguo σκώρ [skór], genitivo σκατός [skatós]).

Debido al sistema de transcripción del griego, en español coinciden ambos términos.
En primer lugar, en griego solo ésjatos (ἔσχᾰτος) comienza por e; skatós (σκατός), por el contrario, se transcribe sin e inicial en otras lenguas europeas, como inglés o francés. En segundo lugar, la oclusiva que sigue a la s es diferente en griego. Por un lado, en ésjatos  (ἔσχᾰτος) hay una ji (χ), oclusiva velar sorda aspirada, transcrita en español como c/qu, que mantiene su pronunciación velar, mientras que en otras lenguas se mantiene su transliteración latina con ch (por ejemplo, χόρος se transcribe como coro en español y como chorus [korus] en inglés); por otro, en skatós (σκατός) hay una kappa (κ), oclusiva velar sorda, transcrita también como c en nuestra lengua. Es por esto que se da en español un curioso caso de homonimia.

Esjatológico: ¿por qué "esjatológico" con jota? Porque así debe ser. Hay dos palabras morfológicamente parecidas en español: “escatológico”, que significa ‘pornográfico’ ―de skatós, término griego que significa ‘excremento’― y “esjatológico”, que significa ‘noticia de lo último’ ―de ésjaton, ‘lo último’―, las cuales son confundidas hoy día, por error, descuido, ignorancia o periodismo, incluso en los diccionarios (el Espasa, el de Julio Casares); de modo que, risueñamente, el apóstol san Juan resulta un escritor ¡pornográfico o excremental! Yo hago buen uso. Si el buen uso se restaura, mejor; si no, paciencia. Poco cuidado con nuestra lengua se tiene hoy día.
Leonardo Castellani (1899-1981): El Apokalypsis de san Juan (pág. 313). Buenos Aires: Dictio, 1977.

## Religiones
Hay diversas referencias escatológicas en la mitología egipcia, griega, romana y escandinava.
Cada religión tiene su propia visión escatológica según sus creencias sobre el devenir de los tiempos. En muchas de ellas el hombre, individual y colectivamente, trasciende al mundo terrenal y existe por la eternidad en realidades radicalmente distintas a la vida conocida, algunas de ellas dichosas (Cielo) y otras de condenación (infierno).

### Mazdeísmo
Dentro del contenido religioso del mazdeísmo, Zoroastro describió con gran detalle la llegada del Frashokereti o juicio final con el último enfrentamiento entre Ahura Mazda (el Bien) y Angra Mainyu (el Mal), que produciría grandes catástrofes y aceleraría la llegada de un salvador, descendiente del linaje del propio Zoroastro, quien sería el encargado de llevar a la victoria a las fuerzas del Bien.
En el juicio final se decide el destino de la humanidad y la reconciliación entre una parte de esta y Ormuz (el Bien), que conlleva el fin del Mal.

### Budismo
En China, hacia el siglo X, al introducir el culto al buda Maitreya también se introdujo en esta religión un componente escatológico, del cual en los tiempos futuros, decaerá de gran manera que propiciaría el regreso de Maitreya para iniciar una nueva época de paz y esperanza.

### Hinduismo
En el hinduismo no hay una sola escatología determinada;
En la primera religión de la India, el vedismo (entre el siglo XVI y el VII a. C.), no existía la reencarnación, por lo que las almas de los muertos iban al mundo de los padres fallecidos (Pitriloka).
Hay una escatología de los universos materiales, que se destruyen cíclicamente. Existe una destrucción parcial del universo, que sucede cada final del «día» de Brahmā (cuando este dios se duerme, al final de cada uno de sus largos «días») y existe una destrucción total de todos los universos, cuando Visnú los «aspira» como moléculas de su respiración, al final de la vida de Brahmā (que dura exactamente 100 de sus «años»).
También hay una escatología personal, cuando el alma espiritual abandona el cuerpo material en el momento de la muerte. Recibe un juicio por parte del deva Iamarásh (el regente de la muerte), quien de acuerdo con su buen o mal karma (‘actividades’ pasadas) recibe una pena: volver a nacer en algún planeta de este universo.
Si el alma se comportó bien, irá a nacer en un planeta superior paradisíaco (el cielo o suarga), y una vez que haya «gastado» su buen karma (una vez que haya gozado lo suficiente) tiene que volver a nacer en este planeta.
Si el alma se comportó mal, irá a nacer en un planeta inferior infernal (el infierno o Patala), y una vez que haya “quemado” su mal karma (una vez que haya sufrido lo suficiente) tiene que volver a nacer en la Tierra.
En estado de sueño profundo, el alma cae a la Tierra en forma de lluvia, y si cae en tierra cultivada, entra en las plantas y queda adosada a los granos (de trigo, arroz, etc.). Si es comida por un ser humano masculino, ingresará en sus espermatozoides y si le corresponde ser hijo o hija de ese ser humano en particular, por «azar» será el espermatozoide que fecunde al óvulo y se convertirá en un embrión.
Según las Escrituras sagradas hinduistas, el alma se despierta dentro del útero materno. Los hinduistas incluso creían que el útero era una parte del intestino, por lo que el feto vivía meses mezclado en el excremento de la madre. De esta manera el alma experimenta varios meses de terribles sufrimientos, que finalmente le hacen perder la memoria y la inteligencia.[cita requerida]
Los hinduistas creen que es posible interrumpir este proceso eterno de reencarnación bajo ciertas circunstancias (el proceso de moksa o liberación).

### Islam
En el islamismo, la fe cuenta para el destino del creyente y cuando dicho creyente haya fallecido, conoce en persona a Allah y es conducido al paraíso. Sin embargo, no recibe íntegramente su recompensa hasta el Día del Juicio. Para los impíos, el destino es sufrir en su propia tumba hasta llegar el juicio final, donde se decidirá su destino.
Tal como en el cristianismo y el judaísmo, existen creencias escatológicas como la recompensa de las almas (en el islamismo no existe la idea de purgatorio), pero sí existen términos escatológicos como «al-Masih ad-Dajjal» (que en árabe significa ‘el falso mesías’) y el Mesías o Mahdí (‘el Guiado’), quien es Jesús o Isa. Al final de los tiempos, Jesús volverá para reinar en el mundo entero desde el trono de Jerusalén, aunando a todos los creyentes en el Dios Único, ya sean judíos, cristianos, musulmanes u otros, bajo un mismo paraguas: el islamismo. Reinará acorde a las enseñanzas de los profetas y, en particular, las de Mahoma, el último de todos ellos.
Señales menores (no necesariamente en este orden)
1. La venida del último profeta Muhammad.
2. El esclavo pasará a ser patrón.
3. Los pastores competirán en la edificación de edificios altos.
4. El conocimiento del islamismo será apartado mientras que la ignorancia se incrementará. Esta marginación del conocimiento será debida a que los sabios morirán y poco a poco menos sabios los reemplazarán. Los líderes de los musulmanes serán escogidos de entre la gente ignorante, y gobernarán de acuerdo a sus deseos.
5. El consumo de bebidas alcohólicas y la fornicación se incrementarán muchísimo.
6. La población de hombres disminuirá, mientras que la población de mujeres aumentará al grado de que por cada hombre habrá cinco mujeres.
7. Treinta personas reclamarán ser profetas seguidos por al-Masih ad-Dajjal (el falso mesías)
8. Habrá tanta abundancia de riqueza que la gente no podrá encontrar quien les acepte su zakat.
9. El derramamiento de sangre humana se va a incrementar.
10. El tiempo se acortará al grado que un año parecerá un mes, un mes un día y un día una hora.
11. Dos grandes países pelearán y se matarán, ambos reclamando la misma causa.
12. Se incrementarán los terremotos en número y magnitud.
13. La gente al pasar por una tumba deseará cambiar de lugar con el difunto.

Señales mayores (en un orden aproximado)
1. Al-Masih ad-Dajjal (el falso mesías) vendrá diciendo que es Allah haciendo parecer que tiene el cielo y el infierno en sus manos. Él es de baja estatura, de cara rojiza, ciego de un ojo, y tendrá los pelos levantados. Viajará por el mundo, pero no podrá entrar a la Meca ni a Medina.
2. Al-Mahdi vendrá al mismo tiempo que Al-Dajjal. El invitará a la gente al verdadero islamismo, y será un líder militar. Su nombre será igual al del profeta Mahoma: Muhammed ibn Abdullah (Mahoma, hijo de Abdalá), será descendiente de Fátima, la hija del profeta Mahoma.
3. Vendrá Jesucristo al mismo tiempo que Al-Mahdi. Él descenderá del cielo a la hora del fachr (la madrugada) en una mezquita de Damasco. Él es de mediana estatura, de cara rojiza, y su pelo está como si apenas se hubiese bañado. Él invitará a sus seguidores a convertirse al islamismo, y será un líder militar (como el rey David) La gente del Libro (cristianos y judíos) volverán al islamismo, y habrá abundancia de riqueza. Jesús romperá la cruz, matará al puerco y matará personalmente a Al-Dajjal (el falso mesías). Permanecerá sobre la Tierra por un largo tiempo y luego morirá normalmente.
4. Saldrá una bestia (Al-Dabah) que invitará a la gente otra vez al islamismo.
5. El Gog y el Magog (dos tribus escondidas) serán librados de la presa que los contiene y destruirán la tierra. Se tomarán toda el agua y matarán a la gente hasta que Allah les mandará una lombriz que acabará con ellos.
6. Tres lugares en el mundo se hundirán y serán tragados por la tierra. Uno en el oriente, otro en el poniente y otro en la península arábiga.
7. Un fuego saldrá de Adén en Yemen y se extenderá hacia el norte.
8. El sol saldrá del poniente.
9. Humo aparecerá sobre toda la tierra y les provocará a los creyentes un ligero resfriado mientras que a los incrédulos los enfermará gravemente.
10. Finalmente llegará un viento frío que matará a los creyentes dejando solamente a los incrédulos que verán la Última Hora. El ángel Israfil soplará la corneta y comenzará la resurrección.

Conjunto de signos precedentes a la aparición del imam Mahdi, expresados en las tradiciones, tal como lo describe el sheij Mufid en su obra "Kitab al irshad".
- Los sufianíes harán una revuelta.
- Los hasaníes serán asesinados.
- Los abbásidas disputarán por el poder mundano.
- Habrá un eclipse de Sol en medio del mes de Ramadán, en contraposición con lo que sucede comúnmente (pues los eclipses de sol solo pueden darse al final del mes lunar, con la conjunción de la luna, que es el momento en que se interpone entre el Sol y la Tierra; en cuanto a los eclipses de Luna, estos solo se presentan en la mitad del mes lunar, con la luna llena, cuando la tierra se interpone entre el Sol y la Luna. Estos sucesos serían contrarios a los fenómenos astronómicos normales).
- Habrá dos hundimientos de la tierra en Bayda, uno en el este y otro en el oeste.
- El sol saldrá por el occidente y permanecerá inmóvil en el cielo en el sitio que marca el tiempo de la plegaria de la tarde.
- En los alrededores de Kufa será asesinada un alma pura junto a setenta hombres piadosos y justos.
- Un hashimita será asesinado en La Meca, entre la esquina de la Kaaba y el "maqam Ibrahim".
- La pared de la mezquita de Kufa se derrumbará.
- Estandartes negros avanzarán desde el Jorasán.
- Habrá una revuelta en el Yemen.
- Un marroquí aparecerá en Egipto y desde allí tomará posesión de Siria.
- Los turcos ocuparán Argelia.
- Los bizantinos ocuparán Ramla.
- Surgirá una estrella en el este con una luz semejante a la de la luna, y se confundirá con esta.
- La luna nueva se doblará hasta unir sus puntas.
- Aparecerá un color en el cielo, extendiéndose por todo el horizonte.
- Un fuego surgirá desde el este, permaneciendo en el aire de tres a siete días.
- Los árabes se soltarán de sus ataduras y tomarán posesiones de sus tierras, echando a las autoridades extranjeras.
- El pueblo de Egipto matará a su gobernante y destruirá Siria.
- Tres estandartes (ejércitos) se disputarán Siria: los estandartes de Qais y los árabes, que estarán entre los egipcios, y el estandarte de Kinda que vendrá desde el Jorasán.
- Vendrán caballos desde el oeste a establecerse en el Hiray. Sobre ellos avanzarán estandartes negros desde el este.
- El Éufrates crecerá de tal manera que sus aguas inundarán los callejones de Kufa.
- Sesenta mentirosos reclamarán la Profecía, y veinte de la familia de Abu Talib reclamarán el Imamato.
- Un hombre de alto rango de los abbásidas será quemado vivo entre Jalula y Janiquín.
- En la ciudad de Bagdad en la orilla próxima a Karkkin se establecerá un puente.
- Se levantará un viento negro al comienzo del día, y luego habrá un terremoto y un gran hundimiento de tierra.
- El miedo cundirá sobre la gente de Irak y Bagdad.
- Acontecerá una muerte repentina, con pérdida de propiedades, vidas y cosechas.
- Aparecerán plagas de langostas en tiempos usuales e inusuales, causando pérdidas de cosechas y dejando escasos cultivos para la gente.
- Dos grupos extranjeros disputarán y en su pelea se derramará mucha sangre.
- Los esclavos se sublevarán contra sus amos, los matarán y dominarán el país de los mismos.
- Un grupo de herejes será transformado convirtiéndose en monos y cerdos.
- Un grito surcará el cielo y cada persona lo oirá en su propio idioma.
- Una cara y un torso se verán en el centro del sol.
- Los muertos surgirán de sus tumbas, se reconocerán mutuamente y se visitarán unos a otros.
- Habrá veinticuatro tempestades seguidas y la tierra revivirá con ellas después de estar muerta. Después de esto, toda enfermedad afectará a la gente, excepto a los chiitas que creen en el Imam y esperan su aparición. Entonces ellos se enterarán de su levantamiento y se dirigirán hacia él de la Meca e Irán para apoyarlo.

Nota: El sheij Mufid ha compilado estos dichos mil años atrás aproximadamente. El expresó que de la totalidad de los signos mencionados, algunos debían acontecer forzosamente, mientras que otros eran condicionales, y Dios es el Conocedor de lo que acontecerá. Aclaramos que antiguamente el nombre de "Siria" se aludía a la región que hoy ocupan Siria, Israel, Líbano, Jordania y Palestina.

### Judaísmo
Los acontecimientos del fin del mundo difieren según las distintas escuelas rabínicas. Aunque todos ellos tienen su origen en profecías del Tanaj, o canon hebreo de la Biblia, e interpretaciones con base en la literatura rabínica, éstas pueden variar notablemente. Por ejemplo, algunas tradiciones judías asocian la llegada del Mesías como un signo escatológico mientras que otras tradiciones lo esperan como un evento histórico. Lo mismo ocurre con la restauración del Templo de Jerusalén o del pueblo judío a la tierra prometida, que pueden ser entendidos como profecías escatológicas o históricas. Otros temas frecuentes de la escatología hebrea, que tampoco gozan de consenso, son: la resurrección de los muertos, el juicio final, la nueva creación o el gobierno divino.

### Cristianismo

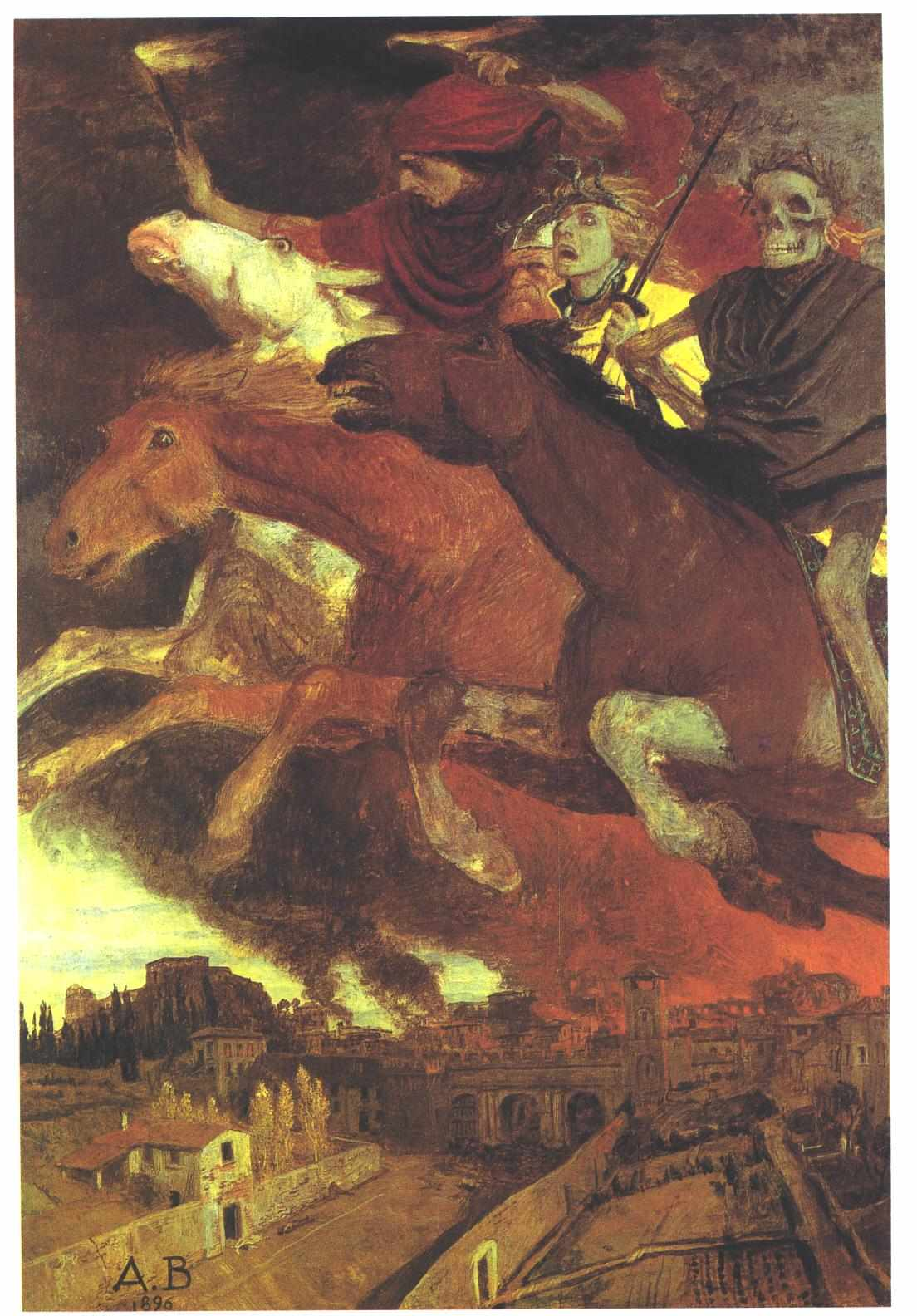
La tradición cristiana recoge en la Biblia la revelación de san Juan sobre el fin de los días. Cuadro de los cuatro jinetes del Apocalipsis por Arnold Böcklin.

Ofrece una escatología parecida a la del judaísmo,[cita requerida] la cual está explicada por los Evangelios del siglo II y por los teólogos posteriores.
La teología cristiana se ha ocupado mucho —especialmente durante el Medievo y la Reforma— de los "novísimos" (los últimos cuatro estados del ser humano, que son muerte, juicio, infierno y gloria).
La escatología puede ser:
- Escatología general:
  - La Parusía: el "advenimiento glorioso" o segunda venida de Jesucristo (la primera habría ocurrido entre el 6 a. C.) y el "fin de los tiempos". Antes de ese tiempo se desarrollará la Gran Tribulación, en la cual se hará prominente el papel del Anticristo.
  - La "resurrección de la carne": Todos resucitarán en el último día con sus cuerpos reconstituidos y perfeccionados, es decir, semejantes al de Jesucristo.
- Escatología consumada: la vida eterna, ya sea en el Cielo o en el infierno.
- Escatología intermedia: muerte física y muerte espiritual (el castigo eterno de Dios)

#### Adventistas
Los adventistas creen que en la segunda venida de Cristo, los muertos en Cristo resucitarán primero, luego los que estén vivos (los escogidos) junto con los resucitados, serán arrebatados por los ángeles que se los llevarán al cielo a vivir por un periodo de mil años. Durante ese tiempo, Satanás será encadenado simbólicamente, pues no tendrá a nadie a quien engañar. En el cielo, en este período, los santos (los que fueron salvados) junto con Cristo estarán juzgando a los impíos. Al cabo de este periodo, Cristo con la santa ciudad descenderán del cielo para juzgar a los muertos impíos, ellos resucitarán y tratarán de cercar la santa ciudad pero Dios hará descender fuego del cielo que los consumirá. Y esta será la segunda resurrección que es para muerte eterna.

### Religiones nórdicas

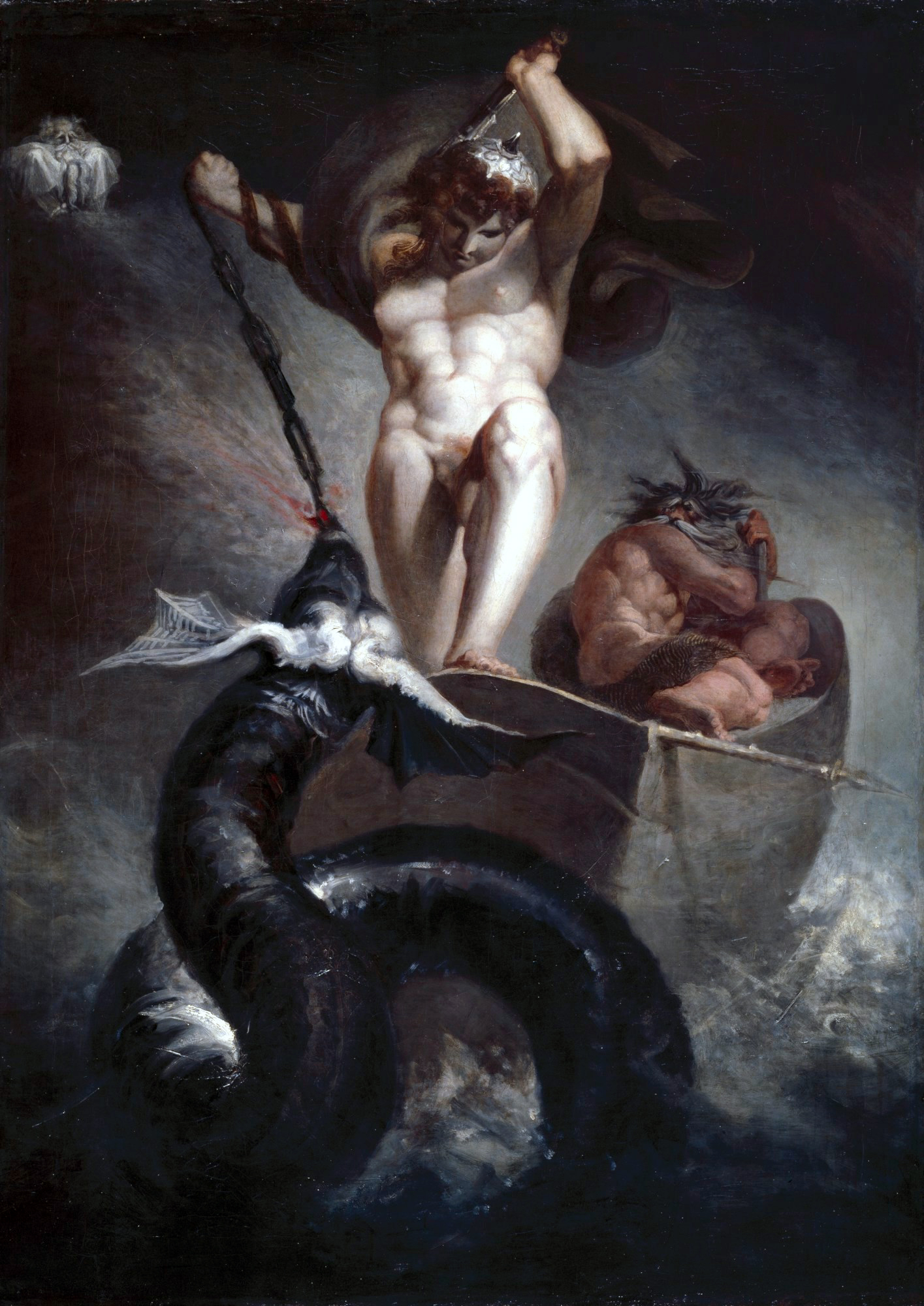
Thor luchando contra la serpiente Jörmundgander durante el Ragnarök. Cuadro de Johann Heinrich Füssli (1788).

En la mitología nórdica, Ragnarök (en español: destino de los dioses)1 es la batalla del fin del mundo. Esta batalla será supuestamente emprendida entre los dioses, los Æsir, liderados por Odín y los jotuns liderados por Loki. No solo los dioses, gigantes, y monstruos perecerán en esta conflagración apocalíptica, sino que prácticamente todo en el universo será destruido.
En las sociedades guerreras vikingas, el morir en batalla era un destino admirable, y esto se tradujo en la adoración de un panteón en el que los dioses mismos no son eternos, sino que algún día serán derrocados, en el Ragnarök. En las propias sagas y poesía escáldica de los pueblos nórdicos aparecen claramente definidos los acontecimientos del Ragnarök, se conoce quién luchará contra quién, así como los destinos de los participantes en esta batalla. El Völuspá (Profecías de Völva —Shaman femenino—), la primera serie del Edda poética (Edda mayor), que data desde 1000 d. C., cuenta la historia de los dioses, desde el inicio del tiempo hasta el Ragnarök, en 65 estrofas. La Edda prosaica (Edda menor), escrita dos siglos después por Snorri Sturluson, describe en detalle qué ocurrirá antes, durante y después de la batalla.
Lo que es único sobre el Ragnarök como historia apocalíptica (en el estilo Armagedón) es que los dioses ya saben a través de la profecía lo que va a suceder: qué avisará de la llegada del acontecimiento, quién será asesinado por quién, y así sucesivamente. Incluso saben que ellos no tienen el poder de evitar el Ragnarök. Esto está relacionado con el concepto de destino (véase Urðr, Wyrd) de los pueblos nórdicos antiguos.